# تفنگ مختلط
تفنگ مختلط سلاحی است که از ترکیب یک تفنگ گلوله‌زنی و یک تفنگ ساچمه‌زنی به وجود آمده. این نوع سلاح‌ها معمولاً دارای چند لول مختلف بوده که با حالتهای مختلف با یکدیگر ترکیب شده‌اند مثلاً یک لول ساچمه، یک لول گلوله یا دولول ساچمه و یک لول گلوله ویا یک لول ساچمه و دو لول گلوله ویا دو لول ساچمه و دو لول گلوله.

حالتهای مختلف تفنگ مختلط

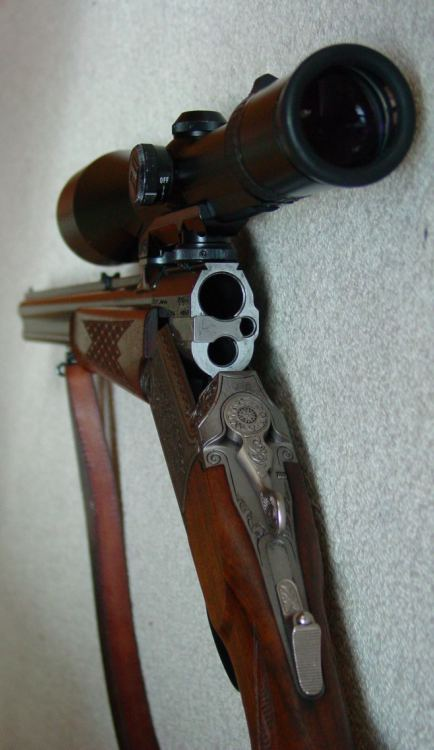
یک نوع تفنگ مختلط